# 石井康嗣
石井康嗣（日语：／ Ishii Kōji，1960年7月1日—），日本男性配音員、旁白。來自和歌山縣有田市。本名：石井浩司（與藝名的日文讀音相同）。現在是自由身。身高180cm。A型血。

## 經歷
三船藝術學院1期生，以前經歷賢Production、紅屋25時、Vi-vo，此外他也是Vi-vo創業的主要成員之一（與屋良有作代表），曾經兼職動畫製作進行的經驗。
賢Production所屬時期，曾經拜賢Production的創辦人內海賢二為師。另外因為自身的音質與內海接近，因此還代替內海進行新聞節目報導的解說。
還有，其嗓音粗礦而沙啞低沉，大多出演豪放的大漢角色。此外，從內海開始，在鄉里大輔、水鳥鐵夫、仲村秀生、立壁和也、石塚運昇等人去世之後，石井則繼承一些的角色。

## 演出
粗體字表示主要角色。

### 電視動畫
1988年
- 美味大挑戰（廚師C）
- 城市獵人2（男C、男D、舞者、店員）

1989年
- 超能力魔美（警官C、記者A、用務員B、捕手）
- 烏龍少爺（日语：おぼっちゃまくん）
- 城市獵人3（男B、男C、警備員C、職業殺手D）
- 比利犬商會（日语：ビリ犬）（黑澤、黑道）

1991年
- 城市獵人'91（工作人員B、手下B）

1992年
- 蠟筆小新（カイザム·ロボ、大男 等）
- 幽☆遊☆白書（倫霞、靈界特防隊隊員）
- 夢幻冒險 長靴貓的冒險（皮爾）

1993年
- 劍勇傳說YAIBA（龍神）
- 秀逗泰山阿達♡（阿納貝貝、果利、攝影師）
- 小小男子漢（亞布拉罕、渡邊健一）
- 熱血最強（機師）
- 勇者特急隊（機師）

1994年
- 勇者警察（警視廳幹部）

1995年
- 愛天使傳說（塔拉西）
- 黃金勇者（可卡將軍）
- 神秘的世界（藤澤真理）
- 伊沙米大冒險（花丘魁）
- 守護天使莉莉佳（凱特）
- 美少女戰士SuperS（友和）
- 淘氣小愛神（塔洛斯）
- 夢幻遊戲（軫宿〈妙壽安〉、奎宿、宰相）
- 暖暖日記（主任）

1996年
- 亞利絲 in Cyberland（日语：ありす in Cyberland）（海爾蓋特）
- 逮捕令（斯里大哥）
- 超者萊汀（日语：超者ライディーン）（埃里伯斯、扎奇）
- 企鵝掌門人（日语：バケツでごはん）（黑田、警察）
- 山林小獵人 (1996年版)（小偷、惡棍）
- 鋼鐵神兵（里昂）
- 美少女戰士SuperS（篠武夫）
- 熱鬥小馬（ニトロニクス）
- YAT安心！宇宙旅行（日语：YAT安心!宇宙旅行）（穆奇·威爾遜、家臣）
- 勇者指令達古王（恐怖宇宙人ラドンパ星人）

1997年
- 妖精狩獵者II（基拉美斯）
- 中華一番！（克勞）
- 超魔神英雄傳（サンカンオー）
- 幸運騎士L（日语：フォーチュン・クエストL）（勒羅伊）
- 馬赫GoGoGo (1997年版)（首領、署長 等）
- 名偵探柯南（飯野宏）
- 勇者王（大河幸太郎長官、ZX-31心臟原種）

1998年
- 異次元的世界（藤澤真理）
- Weiß kreuz（加藤道夫、誘拐犯）
- 抓狂一族（土井津仁、國會議員、十三階梯貝姆、西川紀子的父親）
- 丸少爺（前田、梅爾文、弗萊西亞）
- 鋼鐵新世紀（日语：鉄コミュニケイション）（索恩）
- 時空偵探建次君（織田信長）
- 星方遊俠（日语：星方武侠アウトロースター）（佛洛斯）
- 性感指令外傳 好厲害啊!! 勝先生（日语：セクシーコマンドー外伝 すごいよ!!マサルさん）（高校·次峰、高校1～3號）
- 女惡魔人（監督）
- 槍神Trigun（弗拉德）
- 哆啦A夢 (大山羨代版)（男）
- 小豬萬萬歲（鎧甲頭盔、女形花火玉）
- 女棒甲子園（木戶教練〈木戶晉作〉[9]）
- 失落的宇宙（丹尼斯、阿特拉斯）
- 炸彈人 彈珠人爆外傳（しょうきんボン）
- 危險調查員（部下）
- YAT安心！宇宙旅行 (第2期)（家臣）
- 遊☆戲☆王（蛭谷）
- 吉本無知子物語（日语：ヨシモトムチッ子物語）（日本油蟬（日语：アブラゼミ）紀夫、瓢蟲花子的父親）
- LEGEND OF BASARA（座木）

1999年
- 亞歷山大戰記（撒里瓦克）
- 頭文字D Second Stage（鈴木政志）
- 此時此刻的我（哈姆德）
- A.D.POLICE（日语：A.D.POLICE）（何塞·柯林斯）
- 星際牛仔（魯斯）
- 課長王子（田中王兒）
- 大嘴鳥（フレーム）
- 傀儡師左近（速見忠雄）
- 蠟筆小新（解說者）
- The Big O（達雷斯）
- 麻辣教師GTO（野村朋子的父親）
- 六翼天使之聲（日语：セラフィムコール）（導師）
- 宇宙戰艦山本洋子（干潟支部長）
- ∀鋼彈（軍曹）
- 忍者亂太郎（柳生烈號）
- HUNTER×HUNTER (1999年版)（席巴·揍敵客）
- 火魅子傳（日语：火魅子伝）（伊雅）
- 神奇寶貝（船長）
- 炸彈人 彈珠人爆外傳V（[10]）
- 名偵探柯南（男、大久保晉平）

2000年
- 隨風飄的月影蘭
- 向阳之树（山藤庄太夫、勘定方）
- 仙魔大戰2000（日语：ビックリマン2000）（893醫師）
- 名偵探柯南（松平守、矢部拓郎）
- 徽章戰士魂（ウラガスミ）
- 遊☆戲☆王 怪獸之決鬥（黑暗假面、罕見獵人）

2001年
- X（桃生鏡護）
- 學園戰記無量（日语：学園戦記ムリョウ）（偵探）
- 銀河天使（吉姆·金凱德）
- 烏龍派出所（赤島社長）
- 通靈王（波利斯）
- 數碼寶貝（招杜羅獸）
- 網球王子（源、史密斯教練）
- 戀愛占卜師（神崎炒、邪惡）
- 七虹香電擊作戰（士兵A）
- 戰鬥陀螺（火渡宗一郎）
- 怪獸家族（歌德）
- 最終幻想：無限（奧斯卡）
- 名偵探柯南（安藤刑事、林田誠）

2002年
- 笑園漫畫大王（木村老師）
- 阿倍野橋魔法商店街（亞希姊姊）
- 禁獵魔女（倉田一真、警視官）
- 銀河天使A（管家、國王）
- 攻殼機動隊 STAND ALONE COMPLEX（岩崎）
- 烏龍派出所（秋本飛飛丸〈第2代〉、御所河原金五郎之助佐門太郎）
- SAMURAI DEEPER KYO（美佳的父親）
- 十二國記（小司馬、昇紘的部下）
- 真·女神轉生 惡魔之子 光之書&闇之書（波塞冬）
- 數碼寶貝最前線（黑暗小機車獸）
- Heat Guy-J（日语：ヒートガイジェイ）（獸王）
- 迷糊天使（鎧武者人偶）
- 超齡細公主（卡加）
- 炎之蜃氣樓（狹間繁治）
- BOM BOM 彈珠人太空戰士（武殊、穆喬）

2003年
- 原子小金剛 (2003年版)（蘭普（日语：アセチレン・ランプ (手塚治虫)））
- GAD GUARD（舊貨店）
- 萬花筒之星（傑克·巴倫）
- 神槍少女（恩佐）
- 激鬥戰車Nitro（日语：クラッシュギアNitro）（藤原金一郎）
- 魔法少年賈修（鬍子、積丹警部、吉德、法官）
- 獸兵衛忍風帖 龍寶玉篇（平太）
- 偵探學園Q（荒井刑事）
- DEAR BOYS（飯嶋優作）
- TEXHNOLYZE（日语：TEXHNOLYZE）（寒川與志雄）
- 鋼之鍊金術師（巴爾多）
- PAPUWA（原田馬子）
- 神奇寶貝超世代（半藏）
- 愛的魔法（三浦老師）
- 青檸色之戰奇譚（梶兵庫）
- 最後流亡（哈利肯·霍克）

2004年
- 頭文字D Fourth Stage（開S15的胖子、鈴木政志）
- 巖窟王（喬凡尼·伯圖奇歐）
- 今日大魔王！（費特）
- 蠟筆小新（遊戲的聲音）
- 現視研（原口）
- 烏龍派出所（龜羅田明）
- 次元艦隊（杉本直人）
- 校園迷糊大王（五島玄海）
- 抓鬼天狗幫（江戶川子爵）
- 爆裂天使（雅）
- 遙遠時空 ～八葉抄～（日语：遙かなる時空の中で-八葉抄-）（伊克特達爾）
- 光之美少女（怪力德）
- 陸奧圓明流外傳 修羅之刻（又兵衛、柳生庫助利岩（日语：柳生利厳）、近藤勇、城主）
- 名偵探柯南（高野警部補、能勢利三）
- MONSTER（新納粹縱火犯）
- 勇午 ～交涉人～（那德姆）
- Legendz 龍王甦醒傳說（花花公子、布魯諾·斯帕克斯）

2005年
- 光速蒙面俠21（歐庫斯）
- 植木的法則（唐）
- 天使心（萊佛士的媽媽）
- 我愛美樂蒂（権蔵）
- 銀牙傳說WEED（法玄）
- 地獄少女（森崎伸也）
- 新釋 戰國英雄傳說 真田十勇士 The Animation（日语：新釈 眞田十勇士）（三好伊三入道[11]）
- SPEED GRAPHER（鮑勃）
- 索斯機械獸V（喬治、達·陣）
- BLACK CAT（貝魯迦·J·哈特[12]）
- 蟲師（澤的父親）
- 勇者王FINAL GRAND GLORIOUS GATHERING（大河幸太郎長官）
- 青檸色之戰奇譚 X CROSS ～請教我談戀愛。～（梶兵庫）
- 洛克人EXE BEAST（黑鬍子船長）

2006年
- 銀河天使2（鍋奉行）
- 彩雲國物語（霄太師）
- 史上最強弟子兼一（領袖）
- 人造昆蟲KABUTOBORG V×V（理學博士）
- 校園迷糊大王 二學期（五島玄海、五島雄山）
- 東京暴族2（日语：TOKYO TRIBE2）（巖）
- 南方小島的小架飛機 柏蒂（日语：南の島の小さな飛行機 バーディー）（天空鯊魚）
- 妖怪人間貝姆 (2006年版)（德謨克利特）
- 洛克人EXE BEAST+（黑鬍子船長）

2007年
- 現視研2（原口）
- DARKER THAN BLACK -黑之契約者-（肯尼斯）
- 暮蟬悲鳴時解（大高）
- BLEACH（多魯多尼·亞歷山卓戴爾·索卡奇歐）
- 可愛小水滴（日语：ぷるるんっ!しずくちゃん）（阿米戈·哈那戈德斯）
- MÄR 魔兵傳奇（暗之珍珠）
- 羅密歐×茱麗葉（萊昂提斯·德·蒙塔古[13]）
- 灣岸競速（林）

2008年
- 吸血鬼騎士（一條麻遠）
  - 吸血鬼騎士 Guilty（一條麻遠）
- 家庭教師HITMAN REBORN！（丹德羅·吉拉姆）
- 骷髏13 (2008年版)（費奧多爾）
- SKIP BEAT！華麗的挑戰（羅利寶田）
- 秀逗魔導士REVOLUTION（ザナッファー）
- 哆啦A夢 (水田山葵版)（勞里埃）
- 可愛小水滴 啊哈☆（阿米戈·哈那戈德斯）
- （法巴洛姆博士）
- 馬赫女孩（免下車服務店主、瘋狂拉里博士）
- 名偵探柯南（本城牟呂藏）
- MAJOR (第4期)（桑德斯）
- 遊☆戲☆王5D's（鷹栖）

2009年
- 阿拉德戰記 ～Slap Up Party～（萊昂）
- 閃亮雙胞胎（外國人）

2010年
- 鋼鐵人 (2010年動畫（日语：アイアンマン (2010年のアニメ)）)（總理大臣）
- 蠟筆小新（熊田鐵五郎）
- 屍鬼（大川富雄、小池昌治）
- 超級機械人大戰OG -The Inspector-（尼布哈爾·姆布哈魯）
- 哆啦A夢 (水田山葵版)（破碎者大岩）
- 忍者亂太郎（木下老師〈木下鐵丸〉）
- 爆丸2 大爆破（澤諾海爾德）
- 吊帶襪天使（Garterbelt）
- HEROMAN（莉娜的爸爸）
- 元氣媽媽（ぴにゃりくん）
- 名偵探柯南（德備六朗）
- MAJOR (第6期)（桑德斯）
- 夢色蛋糕師（達巴隆）
  - 夢色蛋糕師 Professional（達巴隆）
- RAINBOW -少年犯之七人-（石原）

2011年
- 美食獵人TORIKO（茂松）
- Rio RainbowGate！（湯姆·哈沃德）

2012年
- 閃電十一人GO 時空之石（坂卷·多庫洛）
- 機動戰士鋼彈AGE（弗洛伊·奧魯費諾阿）
- ZETMAN（Master）
- 哆啦A夢 (水田山葵版)（長）
- 夏目友人帳 肆（館花）
- 魯邦三世：東方見聞錄 ～Another Page～（日语：ルパン三世 東方見聞録 〜アナザーページ〜）（貝爾納·比拉爾[14]）
- ONE PIECE（費舍爾·泰格）

2013年
- IXION SAGA DT（森格倫的哥哥）
- 義風堂堂!! 兼續和慶次（本間高統[15]）
- 武士弗拉明戈（總理大臣）
- （阿米巴大王）
- 問題兒童都來自異世界？（格里芬）

2014年
- 斬！赤紅之瞳（奧內斯特大臣[16]）
- 火星異種（旁白）
- 名偵探柯南（火浦京伍）
- 47都道府犬R（日语：犬猫アワー 47都道府犬R&にゃ〜めん#47都道府犬R）（和歌山犬）

2015年
- 怪盗Joker (第2期)（瓦西里將軍）
- 銀魂°（神樂惇）
- 攻殼機動隊 ARISE ALTERNATIVE ARCHITECTURE（神崎）
- 關於完全聽不懂老公在說什麼的事 第2帖（一的父親）
- 雛蜂（周忠戎）
- 英雄銀行（日语：ヒーローバンク）（鍋野安康）

2016年
- 蠟筆小新（暴徒A、代官）
- 紅殼的潘朵拉（恐懼）
- 火星異種 Revenge（旁白）
- 炸豬排DJ揚太郎（日语：とんかつDJアゲ太郎）（勝又揚作[17]）
- 91Days（史庫札）
- 烙印勇士（塔帕薩[18]）
- 魯邦三世 (2015年系列)（福克斯）

2017年
- 偶像事變（櫻庭統一郎[19]）
- 信長的忍者（北畠具教[20]）
- 灰姑娘女孩劇場（旁白）
- DRIVE HEAD 救援特警隊（刈狩博士）
- 境界之輪迴 第3期（大黑柱）
- 帶著智慧型手機闖蕩異世界。（巴爾賽）
- 數碼暴龍宇宙 應用怪獸（飛鳥龍次郎）

2018年
- OVERLORD II（任倍爾·古古[21]）
- 救難小英雄 逆襲的三惡人（西鄉隆盛）
- 名偵探柯南（綁架犯）
- 麵包超人（神燈巨人〈第2代〉）
- 刃牙 (第2作)（園田勝男[22]）
- 百鍊霸王與聖約女武神（法布提）
- OVERLORD III（任倍爾·古古）
- 決鬥大師！（ゲオルグ·バーボシュタイン）
- 軒轅劍·蒼之曜（龍驍）
- 弦音－風舞高中弓道部－（中崎）

2019年
- 笑容的代價（詹姆斯）
- RobiHachi（努魯米特國王）
- 深夜的超自然公務員（刻耳柏洛斯）
- 龍族拼圖（板之助）

2020年
- 我的英雄學院 第4期（斯納奇）
- 奇幻☆怪盜？（葛雷格利·卡美洛）
- GIBIATE（鳩波蓮司郎）
- 名侦探柯南（中森警部〈第2代〉）
- 強襲魔女 通往柏林之路（卡羅·格里馬尼）
- 我立於百萬生命之上（商人）

2021年
- 進擊的巨人 The Final Season（亞妮的父親）
- Hortensia SAGA 蒼之騎士團（加斯頓）
- 本田小狼與我（山小屋店主）
- 通靈王（第2作）（托納·帕皮克·卡瑟馬希戴）
- 魯邦三世 PART6（洛克）

2022年
- 決鬥大師 KING MAX（金掘原冊）
- 幕末替身傳說（秋月悌次郎[23]）
- 頂點!!!!!!!!!!!!!!!（小關）
- 名偵探柯南 犯人·犯澤先生（中森警部）

2024年
- 王者天下5（紀彗[24]）
- 殺手寓言（濱田廣志[25]）

2025年
- 記憶縫線YOUR FORMA（塔爾博特）
- 光逝去的夏天（武田一）
- 新吊帶襪天使（Garterbelt[26]）
- 王者天下6（紀彗[27]）

### 電影動畫
1992年
- 銀河英雄傳說外傳：黄金之翼（格雷戈爾·馮·克倫巴赫）

1993年
- 星星的軌道（日语：お星さまのレール）（翻譯）
- 銀河英雄傳說外傳：新戰爭的序曲（帕斯托雷）

1994年
- 黑暗邊緣（日语：ダークサイド・ブルース）（蘭士）

1997年
- 地球搖動的日子（日语：地球が動いた日）（酒井老師）

2004年
- 遊☆戲☆王 怪獸之決鬥：光之金字塔（阿努比斯）

2005年
- 機動戰士Z鋼彈 A New Translation -星之繼承者-（布雷斯克·佛拉）
- 機動戰士Z鋼彈 A New Translation -戀人們-（布雷斯克·佛拉）
- 怪醫黑傑克：兩位神秘醫師（基爾[28]）

2008年
- 劇場版 MAJOR：友情的一球（桑德斯）

2009年
2010年
- 蠟筆小新：我的超時空新娘（金有電機CM主播）
- 超時空甩尾（機頭鐵仁[29]）

2011年
- 劇場版 忍者亂太郎：忍術學園全員出動之卷！（木下鐵丸〈木下老師〉[30]）
- 劇場版 美食獵人TORIKO 3D 開幕！美食大冒險!!（日语：トリコ 3D 開幕!グルメアドベンチャー!!）（肉屋店主）
- 鋼之鍊金術師：嘆息之丘的聖星（格拉茨）

2012年
- 劇場版 FAIRY TAIL：鳳凰的巫女（坎農）

2013年
- 哆啦A夢：大雄的秘密道具博物館（哈特曼博士）

2014年
- 宇宙戰艦大和號2199 星巡的方舟（死神之錘[31]）

2015年
- 屍者的帝國（尤利西斯·格蘭特[32]）

2016年
- 哆啦A夢：新·大雄的日本誕生（古古兒的父親、空地地主）

2017年
- 名偵探柯南：唐紅的戀歌（海江田藤伍）

2019年
- 名偵探柯南：紺青之拳（中森银三）

2023年
- 大雄與天空的理想鄉（波麗）

2024年
- 名偵探柯南剧场版2024（中森银三）

2025年
- 大雄的繪畫世界物語（伊澤爾）

### OVA
1988年
- 宇宙家族卡爾賓（日语：宇宙家族カールビンソン）（警察）

1990年
- 押忍!! 空手部（日语：押忍!!空手部）（福間）

1992年
- 鴉天狗KA·BU·TO 黃金之眼的野獸（士兵B）

1993年
- The Cockpit（日语：戦場まんがシリーズ） 「成曾圈氣流」（步兵B）
- 創龍傳（自衛隊師團長）
- 難波金融傳 南街的帝王（日语：難波金融伝・ミナミの帝王#OVA（アニメ）版）（黑道B）

1994年
- GATCHAMAN[[[Wikipedia:格式手册/链接#章節|錨點失效]]]（神鷹喬〈慧〉）
- 非常偶像Key（壽彥的父親）
- （重役）
- 真·孔雀王（孔雀王）

1995年
- 黃金小子（指導員B〈男〉）
- 神秘的世界（藤澤真理）
- 聖羅Victory（刑事B）
- YAMATO2520（斯托克、摩艾）
- 妖精姬（日语：妖精姫レーン）（小西）

1996年
- 頭文字D BATTLE STAGE 2（御宅）
- 冷面天使（黑田清吉）
- 地獄堂靈界通信（日语：地獄堂霊界通信）（三田村巡査）
- 電光快車俠（300X）
- 火焰之紋章 紋章之謎（海曼）
- MAZE☆爆熱時空（戴·彈·彈）
- Legend of Crystania（日语：クリスタニア）（加爾地、巴爾）

1997年
- 工業哀歌排球男孩（日语：工業哀歌バレーボーイズ）（宮本）
- 厄災仔寵（日语：厄災仔寵）（賀茂太一）

1998年
- 教科書沒教的事
- 旭日艦隊（日语：旭日の艦隊）（磯貝正久〈初代〉）
- DINOZAURS（日语：ダイノゾーン）（黎明陰影）

1999年
- 思春期美少女合體機器人Z-Mind（日语：思春期美少女合体ロボ ジーマイン）（黑服C）
- 太陽之船（日语：太陽の船 ソルビアンカ）（情報屋）
- 星際迷航俏女郎（日语：てなもんやボイジャーズ）（司令官）

2000年
- sin THE MOVIE（日语：sin THE MOVIE）（約翰·布雷德大佐）
- 勇者王FINAL（大河幸太郎長官）

2001年
- 動畫製作進行黑美（日语：アニメーション制作進行くろみちゃん）（社長、衝浪的中年人、高島平禮）
- Z.O.E 2167 IDOLO（日语：Z.O.E 2167 IDOLO）（海因斯）

2002年
- 遙遠時空 ～紫陽花物語～（日语：遙かなる時空の中で-紫陽花ゆめ語り-）（伊克特達爾）

2003年
- 遙遠時空2 ～白龍之神子～（日语：遙かなる時空の中で2-白き龍の神子-）（源時賴）
- HUNTER×HUNTER GREED ISLAND（席巴·揍敵客）

2004年
- 炎之蜃氣樓 ～水畔的叛逆者～（狹間繁治）
- 名偵探柯南 柯南、基德與水晶之母（傑卡爾）
- 青檸色之戰奇譚 南國夢浪漫（梶兵庫）

2007年
- 戰術魔法士（日语：ストレイト・ジャケット）（布萊恩·門諾·默德拉特）
- 裝甲騎兵波德姆茲 裴爾森密件（蒙臉頭套男子）

2009年
- （小早川）
- TO（日语：2001夜物語#TO）（格朗）

2010年
- 裝甲騎兵 幻影篇（神秘刺客）

2012年
- 探索者的目標（山崎刑事）

### 網路動畫
2008年
- 企鵝美眉♥心（席巴斯）

2019年
- 拳願阿修羅（鹿野玄[33]）
- SD鋼彈世界：三國創傑傳（日语：SDガンダムワールド 三国創傑伝）（董卓天帝鋼彈[34]）

2020年
- 碳變：義體置換（源藏）
- 刃牙（園田盛男）

2021年
- 終末的女武神（旁白、張飛益德）

2023年
- 終末的女武神II（旁白）

### 遊戲
1991年
- 太平記（日语：太平記 (インテック)）

1995年
- 餓狼傳說3（望月雙角、山崎龍二）
- REAL BOUT 餓狼傳說（日语：リアルバウト餓狼伝説）（望月雙角、山崎龍二）

1996年
- 亞利絲 in Cyberland（日语：ありす in Cyberland）（骷髏人）

1997年
- QUOVADIS 2 ～星球大戰奧凡·雷～（日语：QUOVADIS 2〜惑星強襲オヴァン・レイ〜）（尼塔·奴基華）
- 格鬥天王'97（山崎龍二）
- 真説侍魂 武士道烈傳（奈恩哈特·季葛、參界導士）
- 同級生2（川尻明）
- REAL BOUT 餓狼傳說SPECIAL（望月雙角、山崎龍二）
- Linda³（日语：リンダキューブ） Again（ジーン·チャレンジャー、葛梅斯）

1998年
- 金田一少年之事件簿 ～星見島悲哀的復仇鬼～（主任）
- 格鬥天王草薙京[注 1]（山崎龍二）
- 格鬥天王'98（山崎龍二）
- 墮落天使（日语：堕落天使）
- 古墓奇兵（皮耶魯）
- 幕末浪漫第二幕 月華劍士 ～月下芳華、委地之花～（黃龍（日语：黄龍 (月華の剣士)））
- 少女之夢2（日语：ヒロイン・ドリーム）（工藤華星）
- 御神樂少女偵探團（日语：御神楽少女探偵団）（諸星大二郎）
- REAL BOUT 餓狼傳說SPECIAL DOMINATED MIND（望月雙角、山崎龍二）
- REAL BOUT 餓狼傳說2 THE NEWCOMERS（望月雙角、山崎龍二）

1999年
- ATHENA ～Awakening from the ordinary life～（海藤將）
- 餓狼 MARK OF THE WOLVES（牙刀）
- 餓狼傳說 WILD AMBITION（日语：餓狼伝説 WILD AMBITION）（山崎龍二）
- 星環物語
- 續·御神樂少女偵探團 ～完結篇～（日语：御神楽少女探偵団）（諸星大二郎）
- 偵探 神宮寺三郎 燈息的瞬間（日语：探偵 神宮寺三郎 灯火が消えぬ間に）（熊野參造）
- 危機世代（日语：デバイスレイン）（真端實）
- 武力 ～BURIKI ONE～（日语：武力 〜BURIKI ONE〜）（羅布·派遜）
- 超時空要塞 VF-X2（日语：マクロス VF-X2）（韋爾柏·加蘭德）
- （頭目）
- 鋼鐵少年（日语：リモートコントロールダンディ）（克勞斯柳）

2000年
- 格鬥天王'99 EVOLUTION（山崎龍二）[注 2]
- CAPCOM VS. SNK MILLENNIUM FIGHT 2000（日语：カプコン バーサス エス・エヌ・ケイ ミレニアムファイト 2000）（山崎龍二）
- 酷酷卡通遊（日语：COOL COOL TOON）（金）
- 格鬥天王2000（山崎龍二）[注 2]
- 暗雲
- 遙遠時空（伊克特達爾）
- 幻想大陸戰記（杜瑞斯特、修瑞特）
- 熱戰麻將2（八崎真悟）

2001年
- CAPCOM VS. SNK MILLENNIUM FIGHT 2000 PRO（山崎龍二）
- CAPCOM VS. SNK 2 MILLIONAIRE FIGHTING 2001（日语：CAPCOM VS. SNK 2 MILLIONAIRE FIGHTING 2001）（山崎龍二）
- 卡普空精選5 古墓奇兵（皮耶魯）
- 遙遠時空2（源時朝）

2002年
- 笑園漫畫碰將大王（日语：あずまんがドンジャラ大王）（木村老師）
- 聖石小子 ～未完的秘石～（鐸琉）
- 聖石小子 ～光與闇之戰2～（鐸琉）
- 格鬥天王2002（山崎龍二）
- 星際大戰：帝國戰場（日语：スター・ウォーズ ギャラクティック・バトルグラウンド）（藍道·卡利森、達斯·魔古士）
- 炸彈超人Jetters（日语：ボンバーマンジェッターズ (ゲーム)）
- 名偵探柯南 最好的搭檔[[[Wikipedia:格式手册/链接#章節|錨點失效]]]（工作人員）

2003年
- 光明騎士4（日语：グローランサーIV）（鮑威爾）
- 鬼太郎 異聞妖怪奇譚（日语：ゲゲゲの鬼太郎 異聞妖怪奇譚）（狼男）
- 格鬥天王2003（山崎龍二、牙刀）
- 天誅 參（田島英五朗）
- 夢幻TV 世界格鬥（日语：ドリームミックスTV ワールドファイターズ）（武殊）
- 鋼之鍊金術師 無法飛翔的天使（日语：鋼の錬金術師 翔べない天使）（威廉·艾傑爾斯坦）
- 遙遠時空 -盤上遊戯-（日语：遙かなる時空の中で-盤上遊戯-）（伊克特達爾）

2004年
- 格鬥天王NEOWAVE（山崎龍二）
- 重生傳奇（杜巴爾）
- 網球王子 2005 CRYSTALDRIVE（日语：テニスの王子様 (ゲーム)）（史密斯教練）
- 鋼之鍊金術師2 紅色靈藥的惡魔（日语：鋼の錬金術師2 赤きエリクシルの悪魔）（巴爾多）
- 遙遠時空3（源賴朝）
- 青檸色之戰奇譚（梶兵庫）
- 青檸色之戰奇譚 X CROSS ～請教我談戀愛。～（梶兵庫）

2005年
- 編碼時代指導者 ～繼承者與被繼承者～（日语：コード・エイジ コマンダーズ）（蘇利文）
- 魔法少年賈修 友情的電撃 Dream Tag Tournament（日语：金色のガッシュベル!! うなれ!友情の電撃 ドリームタッグトーナメント）（吉德）
- 格鬥天王XI（牙刀）
- 召喚夜響曲 鑄劍物語 ～起源之石～（蘭托爾、羅布）
- 闇影之心：來自新世界（殺手）
- 第3次超級機器人大戰α 終焉之銀河（大河幸太郎）
- 遙遠時空3 十六夜記（源賴朝）

2006年
- （大鬼）
- .hack//G.U.（蛾眉）
- 任俠傳 渡世人一代記（破島的安）
- 最终幻想XII（邦加莫南）

2007年
- 頭文字D ARCADE STAGE 4（開S15的胖子）
- SD鋼彈 G世代 SPIRITS（達古拉斯·羅德、布列克斯·弗拉）
- Xross Scramble（杜拉漢·卡寧岡）
- 召喚少女 ～ElementalGirl Calling～（日语：召喚少女 〜ElementalGirl Calling〜）（奧斯華將軍）
- 龍影咒（史賓瑟、羅迪恩·霍克）
- 失落的奧德賽（卡卡納斯）

2008年
- 惡魔城 被奪走的刻印（巴洛）
- 頭文字D ARCADE STAGE 4 改（開S15的胖子）
- 機動戰士鋼彈 基連的野望 阿克西斯的威脅（日语：機動戦士ガンダム ギレンの野望 アクシズの脅威）（布列克斯·弗拉）
- 格鬥天王'98 ULTIMATE MATCH（山崎龍二）
- （巴索）
- 心靈傳奇（吉奧·史崔考）
- Too Human（日语：トゥー・ヒューマン）（托爾）
- drastic Killer（日语：drastic Killer）（舞者騎士）
- BLAZER DRIVE徽章戰役（野獸）
- 靚影特務（水星）

2009年
- 頭文字D ARCADE STAGE 5（開S15的胖子）
- 機動戰士鋼彈戰記（奧托·艾希曼）
- 格鬥天王2002 UNLIMITED MATCH（山崎龍二）
- SKIP BEAT！華麗的挑戰（羅利寶田）
- 遊☆戲☆王5D's Wheelie Breakers（日语：遊☆戯☆王デュエルモンスターズ (コンピューターゲーム)#Wii）（鷹栖）
- 蘿樂娜的鍊金工房 ～亞蘭德之鍊金術士～（梅利翁達斯·奧庫克）

2010年
- .hack//Link（蛾眉）

2011年
- 機動戰士鋼彈 新基連的野望（日语：機動戦士ガンダム 新ギレンの野望）（布列克斯·弗拉）
- Dead Island（日语：Dead Island）（騎乘兵）
- 彈魂（日语：バレットソウル -弾魂-）（薩達哈爾）
- 遊☆戲☆王5D's Duel Transer（日语：遊☆戯☆王5D's Duel Transer）（鷹栖）
- 夢幻終章（阿爾迦南伯爵）

2012年
- UNDER NIGHT IN-BIRTH（瓦倫斯坦[35]）
- 閃電十一人GO2 時空之石 熱風／雷鳴（坂卷·多庫洛）
- 劍魂V（日语：ソウルキャリバーV）（劍聖）
- 第2次超級機械人大戰Z 再世篇（傑拉德·加魯斯·邦提爾）
- ONE PIECE ONEPY B MATCH IC（日语：ワンピーベリーマッチ）（費舍爾·泰格）

2013年
- JoJo的奇妙冒險 群星大對決（日语：ジョジョの奇妙な冒険 オールスターバトル）（丹尼爾·J·達比[36]）
- 新·蘿樂娜的鍊金工房 起始的故事 ～亞蘭德之鍊金術士～（梅利翁達斯·奧庫克[37]）
- 心靈傳奇R（吉奧·史崔考）
- 刺客任務：赦免（布萊克·德克斯特[38][39]）

2014年
- UNDER NIGHT IN-BIRTH Exe:Late（瓦倫斯坦[40]）
- 十三支演義 ～偃月三國傳2～（日语：十三支演義 〜偃月三国伝〜）（黃蓋[41]）
- 戰國無雙 Chronicle 3（日语：戦国無双 Chronicle 3）（松永久秀[42]）
- 戰國無雙4（松永久秀[43]）
- 彈魂 -無限爆發-（日语：バレットソウル -弾魂-）（王道樂土的薩達哈爾[44]）

2015年
- UNDER NIGHT IN-BIRTH Exe:Late[st]（瓦倫斯坦[45]）
- 超級機器人大戰BX（大河幸太郎）
- 戰國無雙4-II（松永久秀）
- 戰國無雙4 Empires（松永久秀）
- 暮蟬悲鳴時（大高）

2016年
- SD鋼彈 G世代 GENESIS（奧托·艾希曼）
- 最终幻想 紛爭NT（加蘭特）[注 3]

2017年
- 為了誰的鍊金術師（賈斯汀）

2018年
- 最终幻想 紛爭NT（加蘭特[46]）[注 4]
- BlazBlue Cross Tag Battle（瓦倫斯坦）
- 無雙OROCHI 3（松永久秀[47]）

2019年
- 超級機器人大戰T（大河幸太郎）
- 寶可夢大師（坂木）

2022年
- 天堂的陌生人 最终幻想起源（卡奥斯）

### 廣播劇CD
- ATHENA ～Awakening from the ordinary life～ DRAMA CD（海藤將）
- 阿麗安蘿德傳說（日语：アリアンロッド・サガ）Fanbook Fellowship of Stone ～龍輝石的夥伴們～ 廣播劇CD「思出」
- 伊蘇VII（日语：イースVII）序幕 廣播劇CD ～綴冒譚～（Ys SEVEN初回限定版付錄）（傑德）
- 增血鬼果林（亨利·馬可）
- 氣象精靈記（日语：気象精霊記） (2) 正台風起方（気象預報協會的岸尾）
- （糸鋸圭介）
- 久遠之絆 平安篇（蘆屋道滿）
- （霄太師）
- 格鬥天王系列（山崎龍二）
  - 格鬥天王'97 ～激突篇～
  - 格鬥天王'97 ～宿命篇～
  - NEO-GEO DJ Station in 
  - NEO-GEO DJ Station Live'99
  - NEO-GEO DJ Station GAME-DRA NIGHT（日语：子安・氷上のゲムドラナイト）
  - KOF Mid Summer Struggle（「KOF完全讀本」附錄）
- 創龍傳（隊員、曹國舅）
- 劍之世界 （加爾家德）
- HYPER杏奈（日语：ハイパーあんな）（高槻源一郎）
- 賞金戰士（日语：バウンティソード・ファースト） 外傳 -鋼鉄之龍-（浮士德）
- 遙遠時空4 ～瑞穗之國～（穆德迦拉）
- B.A.D. 嘲笑髑髏（嵯峨雄二郎）
- Falcon Classics 原聲CD廣播劇「伊蘇I／女神的記憶」（杜基）
- 女棒甲子園 CD廣播劇 燃燒對決！赤裸裸的9人（木戶教練〈木戶晉作〉[48]）
- 點點眉（棟梁）
- 勇者王系列（大河幸太郎）
  - 廣播劇特別篇1 ～生化人誕生～
  - 廣播劇特別篇2 ～機器人闇酷冒險記～
  - 廣播劇特別篇3 ～最強勇者美女軍團～
  - 廣播劇特別篇4 ～永遠的ID5…～
- 浪客劍心（蜂須賀）

### 廣播劇
- 神秘的世界2 特別篇（藤澤真理）
- 義風堂堂!! ～對談～ 文化放送JOQR（本間高統）
- 勇者特急隊「暴風雨的蜜月」（大河幸太郎）

### 外語配音

#### 電影
- 殺戮時刻（英语：A Time to Kill (1996 film)）（Pete Willard〈Doug Hutchison〉 等）※影碟版。
- 搖滾總動員（英语：Airheads）（Chris Moore〈哈羅德·雷米斯〉）
- 高空劫難（英语：Airline Disaster）（Robert Stevens〈Geoff Meed〉）
- 蝙蝠俠3 ※朝日電視台版。
- 兇殺後（英语：Before and After (film)）
- 血腥瑪羅琳（英语：Bloody Mallory）（Mallory的丈夫〈Julien Boisselier〉）
- 斷箭（Johnson〈Vyto Ruginis〉）※影碟版。
- 病毒總動員（英语：Contaminated Man）（David R. Whitman〈威廉·赫特〉）
- 驚爆海底城（Vigo〈Frank Zagarino〉）
- 驚爆紅色十月（Murphye機關長〈Jay Acovone〉）※影碟版。
- 赤色風暴（Deck Mahoney上尉〈Jaime P. Gomez〉）※影碟版。
- 贖罪（英语：Day of Atonement (film)）（Emilio Esteban〈Raúl Dávila〉）
- Dead Fire（英语：Dead Fire）（Max Durbin〈馬特·弗里沃〉）
- 死亡之火 (1997年電影)（Kovacs〈Michael Mendl〉）
- 急凍原始人（英语：Encino Man）
- 逍遙法外（英语：Eye for an Eye (1996 film)）（Robert Doob〈基夫·修打蘭〉）
- 烈火終結令（英语：The Fan (1996 film)） ※VHS、DVD版。
- 忘掉負心女（Brian Bretter〈比爾·哈德〉）
- 朋友 ※DVD（關西方言）版。
- 決戰2025（英语：Futuresport）（Thomas Mayhem〈Brian Jensen〉）
- 魔鬼女大兵 ※富士電視台版。
- 應召女郎1988（英语：The Girl from Tomorrow）
- 烈火悍將（Richard Torena〈Tone Lōc〉）※影碟版。
- 挑戰者II：天幕之戰（英语：Highlander II: The Quickening）（警備員、廣播 等）
- 挑戰者3：地獄魔神（英语：Highlander III: The Sorcerer） ※影碟版。
- 殺手保鑣（Darius Kincaid／Evans〈山繆·L·傑克森〉）
- 異星戰場：強卡特戰記（Tars Tarkas〈威廉·達佛〉）
- 正當防衛（英语：Just Cause (film)）（T. J. Wilcox刑事〈Christopher Murray〉）※東京電視台版。
- 妖獸世紀（旁白）
- 愛在紐約（英语：It Could Happen to You (1994 film)）（Patel〈Ranjit Chowdhry〉）
- 亡命之徒（英语：Killing Zoe）（Ricardo〈Bruce Ramsay〉）
- 王牌大騙子（Kenneth Falk〈Christopher Mayer〉）※新DVD、BD版。
- 摩登大聖
- 駭客任務（Jones〈Robert Taylor〉）※影碟版。
- 金屬風暴（英语：Metal Tornado）（Jonathan Kane〈Greg Evigan〉）
- 頭號通緝犯（英语：Most Wanted (1997 film)）
- 紅磨坊
- 春風化雨1996
- 獵人之夜（英语：Night Hunter）（Bruno Fischer〈Nicholas Guest〉）
- 網絡迷宮（英语：Nirvana (film)）（Red Rover〈Claudio Bisio〉）
- 無處逃生 (1996年電影)（Luka Lentini〈Frank Zagarino〉）
- 愛情DIY（英语：The Other Sister）（Band Master〈Steven Daniel〉）
- 總統特務（英语：The President's Man）
- 這個殺手不太冷（Malky〈Peter Appel〉）※影碟版。
- 红角落
- 亂世情緣（英语：Restoration (1995 film)）（John Pearce〈大衛·休里斯〉）※VHS版。
- 絕地任務（McCoy〈Steve Harris〉、海軍隊隊員）※影碟版。
- 逃命（英语：Run (1991 film)） ※東京電視台版。
- 辛德勒的名單 ※VHS、DVD版。
- 原野奇俠（英语：Shane (film)）（Rufus Ryker〈Emile Meyer〉）※N.E.M.版。
- 連環計中計（英语：Spanish Judges）（Max〈文森特·諾費奧〉）
- 秘密客（英语：Spoiler (film)）（Clemets〈Joe Unger〉）
- 末世纪暴潮（Jeriko One〈Glenn Plummer〉）
- 時空特警（Ricky〈Scott Bellis〉）※朝日電視台版。
- Valentine's Day (1998年電影)（Jack Valentine〈Mario Van Peebles〉）

#### 電視影集
- 艾莉的異想世界
- 超市特工（第2季：庫爾特〈邁克爾·克拉克·鄧肯〉、第4季：克萊德·德克CIA長官〈理查德·布基〉）
- 鐵正懸案 (第4季)（Ty Sugar〈Sean Bridgers〉）
- 犯罪心理（第2季：Roy Woodridge〈Holt McCallany〉、第6季：Blake Welles）
- 老公老婆不登對（英语：Dharma & Greg）（Dharma Montgomery）
- 恐龍家族（英语：Dinosaurs (TV series)）
- 離婚（英语：Divorce (TV series)）（Robert〈托馬斯·哈登·丘奇〉）
- 荒野女醫情（英语：Dr. Quinn, Medicine Woman）（Clyde醫生〈Roger Hewlett〉）
- 飛向月球（肯·馬丁利〈柴爾柯·伊凡奈克（英语：Željko Ivanek）〉）
- 歡樂滿屋（播報員）
- 格林 (第2季)（男爵〈Reg E. Cathey〉）
- 執法悍將（Perry）
- 卡特探員 (第2期)（Joseph Manfredi〈肯·馬里諾〉）
- 飛越情海（英语：Melrose Place）
- 三劍客與達太安（徹底指南旁白）※NHK版。
- 納什大橋（英语：Nash Bridges）
- 護士當家 (第3季)（Anthony Donovan〈Nick Thunder〉）
- 法網豪情（Daily〈Gregory Itzin〉）
- 諜影行動 (第2季)（Boddy Earl〈Blair Underwood〉）
- 超人前傳 (第10季／The Final)（Rick Flag〈Ted Whittall〉）
- 第五空間（英语：Spellbinder (TV series)）（第1季：看守1、警官、看守）、（第2季：Hugo）
- 陰松林（CJ Mitchum〈傑曼·翰蘇〉）
- X檔案：剃刀殺人狂（英语：Aubrey (The X-Files)）（Joe Donnell刑警）※朝日電視台版。
- Tugs（英语：Tugs (TV series)）（Nantucket、Old Rusty、戰艦、Mighty Mo、消防艇 等）
- 白宫風雲（Lacey）
- 許願骨（英语：Wishbone (TV series)）（班）

#### 動畫
- 丁丁歷險記（乘員）
- 熊熊遇見小小鼠（喬治〈派屈克·梅納內克（法语：Patrice Melennec）〉）
- Future-Worm！（英语：Future-Worm!）（丹尼·道格拉斯〈安迪·米洛納基斯（英语：Andy Milonakis）〉）
- 功夫熊猫3（天煞〈J·K·西蒙斯〉）
- 小美人魚（維京海盜）
- 無敵炫悟空（武俠、妖怪）
- 馬達加斯加的企鵝（卡哇伊〈傑夫·貝內特（英语：Jeff Bennett）〉）
- 粉紅豹（粉紅豹）
- 飛天小女警（魔人啾啾、怪物）
  - 飛天小女警：尬舞大挑戰（魔人啾啾）
- 魔劍奇兵（英语：Quest for Camelot）
- 星際大戰系列
  - 小奇兵（戈爾尼什）※DVD版。
  - 星際大戰：DROID的大冒險（IG-88）※DVD版。
  - 星際大戰：反抗軍起義（華特·史居利斯、斯拉文上校）
  - 機器人小雞：星球大戰（英语：Robot Chicken: Star Wars）（歐比王·肯諾比、藍道·卡利森、魁剛·金、韓·索羅 等）
- 送子鳥（阿法〈基根-麥可·奇〉）
- 泰坦A.E.
- 樂一通（火爆山姆（英语：Yosemite Sam）〈莫里斯·拉馬奇（英语：Maurice LaMarche）〉）
  - 樂一通秀[49]
  - 新樂一通（英语：New Looney Tunes）（卡爾、野蠻人）[50]
  - 崔弟的高空飛行大冒險（英语：Tweety's High-Flying Adventure）

### 特攝影集
2011年
- 海賊戰隊豪快者（參謀長達瑪拉斯的配音）
- 豪快者 護星者 超級戰隊199英雄大決戰（參謀長達瑪拉斯的配音）
- 海賊戰隊豪快者 The Movie 飛天幽靈船（參謀長達瑪拉斯的配音）

2016年
- 假面騎士1號（謎之眼魔的配音）

2019年
- 假面騎士令和The First Generation（另類1號和另類新1號的配音）

### 廣播節目
- Q（石井名義，St.GIGA（日语：セント・ギガ）、Satellaview）
- Q（石井名義，St.GIGA、Satellaview）

### 旁白
日本電視台
- NNN NEWS PLUS 1（日语：NNNニュースプラス1）
- NNN News真實時間（日语：NNN Newsリアルタイム）

富士電視台
- FNN SUPER TIME
- FNN SUPER NEWS（日语：FNNスーパーニュース）
- DOWN TOWN的喜感（日语：ダウンタウンのごっつええ感じ）
- 逮捕的瞬間！緊急的24小時（日语：逮捕の瞬間!密着24時）
- 日本小意見中心～♪（日语：ニッポン小意見センタ〜♪）
- 鬧鐘電視
- 週五Premium（日语：金曜プレミアム）「死後至今的衝擊性20年 戴安娜王妃發生悲劇前的最後1日」（2017年）

TBS
- 關口宏的東京友好樂園II（日语：関口宏の東京フレンドパークII）[注 5]
- TBS NEWS BIRD
- NEWS23 → NEWS23X（日语：NEWS23X） → NEWS23
- 報導特集（日语：報道特集 (TBS)）

NHK系列
- 天才畫家的肖像（NHK-BShi）
- BS動畫夜話（日语：BSアニメ夜話）（NHK BS2）
- BS世界的記錄片（日语：BS世界のドキュメンタリー）（NHK-BS1）

東京電視台
- Bee World

朝日電視台
- 我想看漫畫!! 奇蹟影像博覧會（2010年12月18日）－不定期放送時擔任
- EXD44（日语：EXD44）

其它電視台、頻道
- Anime-TV（日语：アニメTV）（TOKYO MX 等）
- 昆蟲的最強對決！（動物星球頻道）

### 柏青哥、角子機
- SANKYO（日语：三共 (パチンコ)）：「CR FEVER星際大戰 達斯·維達降臨」（旁白、達斯·魔）

### 廣告
- 花王 用Z（旁白）
- 豐田汽車 Land Cruiser 200（旁白）
- Leopalace21（日语：レオパレス21）「割」（旁白）
- Hudson 『炸彈超人Jetters（日语：ボンバーマンジェッターズ (ゲーム)）』

## 腳註

## 外部連結
- （日語）
- .   [2018-12-10]. （原始内容存档于2018-03-31） （日语）.
  - Vi-vo的公開檔案PDF （日語）
- 石井康嗣的X（前Twitter） （日語）